# Баджура (район)

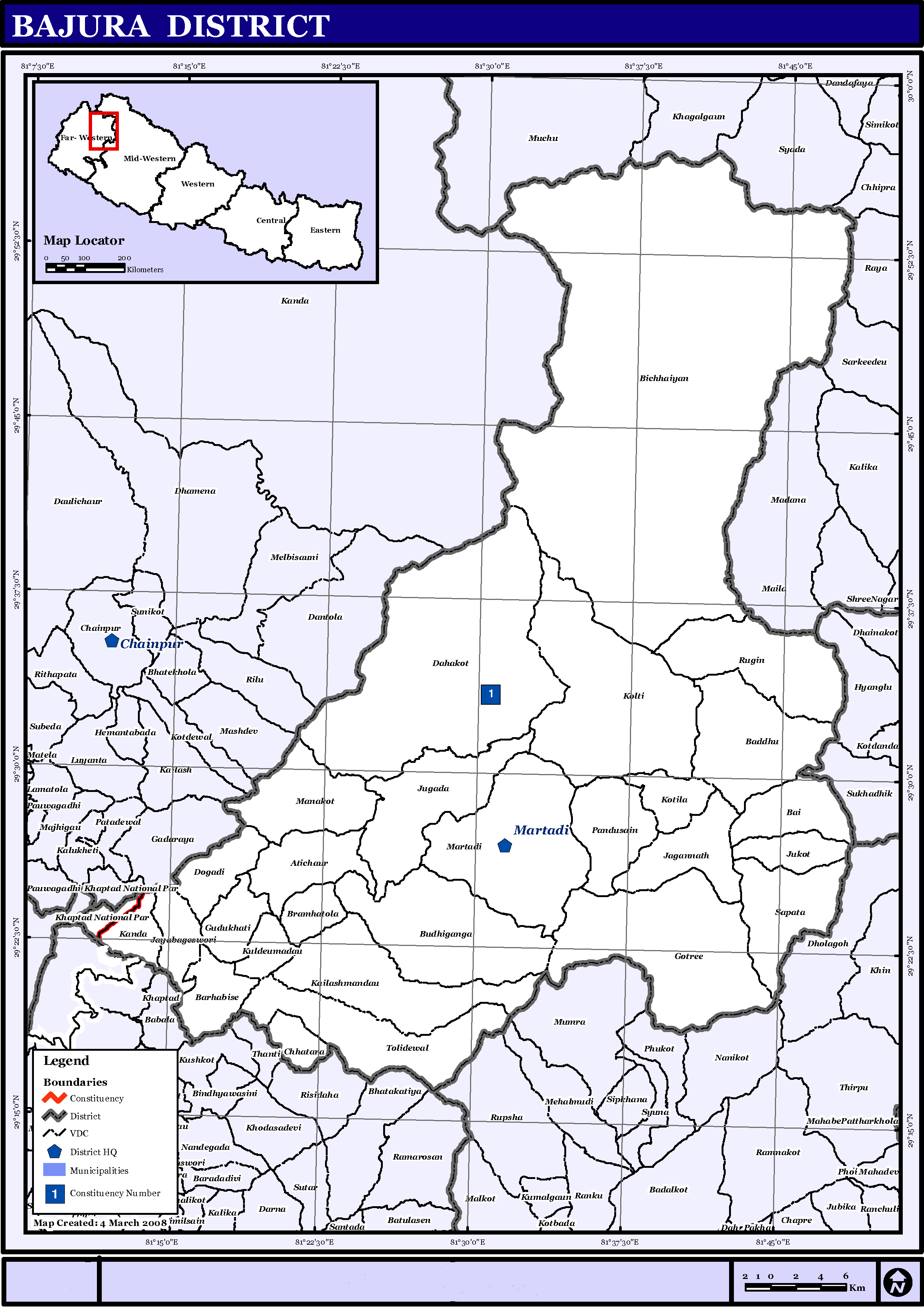
Баджура

Баджура (непальск. बाजुरा जिल्ला) — один из 75 районов Непала. Входит в состав зоны Сетхи, которая, в свою очередь, входит в состав Дальнезападного региона страны.
На западе граничит с районом Баджханг, на юге — с районом Ачхам, на севере и востоке — с районами Хумла, Мугу и Каликот зоны Карнали. Площадь района — 2188 км². Административный центр — город Мартади.
Население по данным переписи 2011 года составляет 134 912 человек, из них 65 806 мужчин и 69 106 женщин. По данным переписи 2001 года население насчитывало 108 781 человек.